# Bácsszőlős
Bácsszőlős (hongrois : Bácsszőlős [ˈbaːt͡ʃsøːløʃ] ; croate : Prlković, Perleković ou Crvena šuma) est une localité hongroise située dans le comitat de Bács-Kiskun.

## Histoire
Le territoire de Bácsszőlős, caractérisé par des sols sableux propices à la viticulture, a été érigé en commune indépendante en 1952, à partir de plusieurs hameaux viticoles rattachés auparavant à Bácsalmás : Dobokanagyjárás, Kunbajapuszta, Ószőlők et Teleki szőlők. Dès la fin du XIXe siècle, ces territoires avaient été morcelés et mis en culture avec des cépages typiques de la Grande Plaine, accompagnés de la construction de fermes habitées à l'année. L'essor du commerce du vin fut favorisé par la création de la ligne de chemin de fer Baja–Subotica en 1885 et par la route empierrée reliant Bácsalmás à Subotica.
La Seconde Guerre mondiale et la déportation de la population allemande causèrent des pertes irréparables. Les exploitations viticoles, autrefois florissantes, furent partiellement abandonnées ou confiées à des colons inexpérimentés. En 1949, un domaine d'État fut créé sur 228 hectares négligés, et un groupement coopératif, Törekvés, fut établi sur 75 hectares.
Lors de la constitution de la commune en 1952, la population dépassait les 3 000 habitants. Le centre du village se développa autour de l'église et de l'école Saint-Étienne. Divers équipements furent construits : un chemin d'accès, un bureau de poste et une mairie en 1958, puis un centre culturel, un cabinet médical, une extension scolaire et un terrain de football en 1959. Une épicerie et un restaurant coopératif furent également ouverts.
Dans le cadre d'un plan national de développement de la viticulture, environ 1 800 hectares de vignes mécanisables furent plantés entre 1958 et les années 1970, accompagnés de la construction d'une usine de vinification et d'embouteillage. Le domaine d'État Kunbaja–Bácsszőlős, considéré comme un pilier de la viticulture de la Grande Plaine, employait jusqu'à 60 % de la population active locale. La coopérative agricole fusionna plus tard avec celle de Mélykút (Alkotmány Tsz).
Cependant, la situation économique se dégrada à partir des années 1980, notamment après la chute des exportations vers l'Union soviétique. Le domaine d'État devint insolvable et fut entièrement liquidé en 1991, entraînant une hausse du chômage et une baisse de la population. Le recensement de 1990 enregistrait 207 habitants en zone bâtie et 324 en zone rurale. Depuis, le nombre de fermes abandonnées a continué de croître.
Aujourd'hui, 137 hectares de vignes sont en propriété privée, exploités notamment par deux sociétés et une quinzaine d'entrepreneurs individuels, dont certains pratiquent aussi la culture de fleurs à graines. La société Cabernet Coop emploie surtout des travailleurs saisonniers, tandis que la municipalité tente de lutter contre le chômage par des programmes d'emploi d'utilité publique.
Entre 1945 et 1990, 111 maisons furent construites dans le centre pour les habitants ayant quitté leurs fermes. L'approvisionnement en eau fut modernisé en 1980 et la commune fut équipée d'un réseau téléphonique en 1991 et de gaz en citerne en 1993. Les rues sont stabilisées et le centre est aménagé avec des espaces verts.

## Population

### Minorités culturelles et religieuses
Selon le recensement de 2011, 94,8 % des habitants de Bácsszőlős se déclaraient hongrois, 2,3 % allemands, 0,9 % roms, 0,6 % serbes et 0,3 % roumains. Environ 4,6 % des personnes interrogées n'ont pas souhaité répondre. La somme des pourcentages peut dépasser 100 %, car il était possible de déclarer plusieurs appartenances ethniques.
Sur le plan religieux, 54,6 % de la population se déclarait catholique romaine, 7,8 % réformée, 0,3 % évangélique et 19,1 % sans confession ; 17,1 % des habitants n'ont pas répondu à la question.
Lors du recensement de 2022, 90 % des habitants s'identifiaient comme hongrois, 2 % comme allemands, 1,3 % comme roms, 0,3 % comme croates, et 0,3 % comme serbes ; 9 % n'ont pas répondu.
Concernant les affiliations religieuses en 2022, 30,6 % des habitants se déclaraient catholiques romains, 9 % réformés, 0,3 % évangéliques, 0,3 % gréco-catholiques, 0,3 % autres chrétiens, 1,3 % autres catholiques, et 8,6 % sans confession. Le taux de non-réponse atteignait 49,5 %.

## Équipements

### Éducation
Bácsszőlős dispose d'un jardin d'enfants, d'une école élémentaire, d'une bibliothèque et d'une maison de la culture à usage occasionnel. L'école fut rénovée en 1993 grâce à des financements publics, et dotée d'équipements audiovisuels modernes et d'ordinateurs.

### Réseaux extra-urbains
L'axe routier principal qui traverse le village est la route 5507, orientée d'est en ouest et constituant la rue principale du centre. Kunbaja est accessible depuis plusieurs directions par des routes secondaires : depuis Baja, Bácsalmás ou Tompa via la route 5501, depuis le nord-ouest par la 5312, et depuis le nord-est par la 5502.
Jusqu'en 1960, Kunbaja était desservie par la ligne ferroviaire Subotica–Baja, via l'arrêt de Kunbaja–Bácsalmási szőlők. Bien que les rails soient encore visibles, la ligne est aujourd'hui inutilisable.